# Din Don - Un paese in due
Din Don - Un paese in due è un film per la televisione di genere commedia del 2022, diretto da Paolo Geremei e interpretato da Enzo Salvi. È il seguito di Din Don - Il ritorno.
È andato in onda in prima visione TV su Italia 1 il 12 marzo 2022.

## Trama
Don Donato ha deciso di raccontare a tutti la verità, ma lo zio prete cerca di fargli cambiare idea.

## Riprese
Il film è stato girato in Trentino-Alto Adige, più precisamente a Val di Sole, fra Pellizzano, Ossana, Cogolo e Caldes.

## Ascolti
| Prima TV      | Telespettatori: | Share |
| ------------- | --------------- | ----- |
| 12 marzo 2022 | 690.000         | 3.2%  |

## Sequel
Il 1º aprile 2022 è andato in onda su Italia 1 il sequel dal titolo Din Don - Il paese dei balocchi.